# Urszula & Jumbo
Urszula & Jumbo – piąty album Urszuli, wydany w 1992 roku nakładem wydawnictwa Rock Studio New York.
Nagrań dokonano w Starke Lake Studios - Ocoee, Florida USA/1991.

## Lista utworów
1. „You`re The One For Me” (muz. S. Zybowski, sł. B. Olewicz) – 4:45
2. „Unlucky Love” (muz. S. Zybowski, sł. B. Olewicz) – 4:05
3. „I Am On My Own” (muz. S. Zybowski, sł. B. Olewicz) – 4:52
4. „Is It Love” (muz. S. Zybowski, sł. B. Olewicz) – 4:45
5. „Getaway Car” (muz. S. Zybowski, sł. M. "Lonstar" Łuszczyński) – 3:50
6. „I Really Have To Go” (muz. S. Zybowski, sł. B. Olewicz) – 4:14
7. „Come” (muz. S. Zybowski, sł. B. Olewicz) – 5:00
8. „Open Up Your Heart” (muz. S. Zybowski, sł. B. Olewicz) – 5:15
9. „Wishing Well” (muz. S. Zybowski, sł. B. Olewicz) – 4:25
10. „Christmas Dance” (muz. S. Zybowski, sł. B. Olewicz) – 4:48
11. „Waiting For A Brand New Start” (muz. S. Zybowski, sł. B. Olewicz) – 4:13
12. „Swamp Thing” (muz. J. Miceli, T. Miceli) – 3:42
13. „Smutno jest w zoo” (muz. S. Zybowski, sł. U. Kasprzak) – 4:35

## Teledyski
- „I Am On My Own” – 1992

## Twórcy
Źródło.
- Urszula – śpiew
- Stanisław Zybowski – gitary
- Bodek Kowalewski – gitara basowa
- Paweł Jastrzębski-Mąciwoda – gitara basowa
- Sławek Piwowar – instrumenty klawiszowe
- Tony Miceli – instrumenty klawiszowe
- Amadeusz Majerczyk – perkusja
- Kayah – chórki
- Stanisław Sojka – chórki
- Krzysztof "Uriah" Ostasiuk – chórki
- Paweł Nowakowski – chórki

Personel
- John J. Miceli – producent nagrania, realizacja
- Stanisław Zybowski – producent nagrania